# Liste der Länderspiele der niueanischen Fußballauswahl

Logo des Fußballverbandes und der Fußballnationalmannschaft von Niue

Die Liste der Länderspiele der niueanischen Fußballauswahl enthält alle Länderspiele der niueanischen Fußballauswahl der Männer seit der Gründung des Fußballverbandes von Niue, der Niue Island Soccer Association (NISA), im Jahr 1960. Sein erstes Länderspiel bestritt Niue am 1. September 1983 gegen Papua-Neuguinea im Rahmen der Südpazifikspiele auf Westsamoa. Bisher wurden nur 2 Länderspiele ausgetragen, die jedoch beide von der FIFA nicht anerkannt werden, da die NISA kein FIFA-Mitglied ist.

## Länderspielübersicht
Legende
- Erg. = Ergebnis
- n. V. = nach Verlängerung
- i. E. = im Elfmeterschießen
- abg. = Spielabbruch
- H = Heimspiel
- A = Auswärtsspiel
- * = Spiel auf neutralem Platz
- Hintergrundfarbe grün = Sieg
- Hintergrundfarbe gelb = Unentschieden
- Hintergrundfarbe rot = Niederlage

| Nr.                 | Datum        | Erg. | Gegner          |   | Austragungsort                      | Anlass                | Bemerkung |
| ------------------- | ------------ | ---- | --------------- | - | ----------------------------------- | --------------------- | --- |
| 1                   | 01.09.1983 1 | 0:19 | Papua-Neuguinea | * | Apia (WSM), National Soccer Stadium | Südpazifikspiele 1983 | Länderspiel wird von der FIFA nicht anerkannt, da die NISA kein FIFA-Mitglied ist Erstes Spiel auf neutralem Platz Erste Niederlage Höchste Niederlage Erstes Länderspiel gegen Papua-Neuguinea |
| 2                   | 02.09.1983 2 | 0:14 | Tahiti          | * | Apia (WSM), National Soccer Stadium | Südpazifikspiele 1983 | Länderspiel wird von der FIFA nicht anerkannt, da die NISA kein FIFA-Mitglied ist Erstes Länderspiel gegen Tahiti                                                                               |
| Stand: 14. Mai 2014 |              |      |                 |   |                                     |                       | |

## Statistik
In der Statistik werden nur die offiziellen Länderspiele berücksichtigt.
Legende
- Sp. = Spiele
- Sg. = Siege
- Uts. = Unentschieden
- Ndl. = Niederlagen
- Hintergrundfarbe grün = positive Bilanz
- Hintergrundfarbe gelb = ausgeglichene Bilanz
- Hintergrundfarbe rot = negative Bilanz

### Gegner
| Land            | Kontinentalverband | Sp. | Sg. | Uts. | Ndl. | Torverhältnis |
| --------------- | ------------------ | --- | --- | ---- | ---- | ------------- |
| Papua-Neuguinea | OFC                | 1   | 0   | 0    | 1    | 00:19         |
| Tahiti          | OFC                | 1   | 0   | 0    | 1    | 00:14         |
| Gesamt          | Gesamt             | 2   | 0   | 0    | 2    | 00:33         |

### Kontinentalverbände
| Kontinentalverband                 | Sp. | Sg. | Uts. | Ndl. | Torverhältnis |
| ---------------------------------- | --- | --- | ---- | ---- | ------------- |
| AFC (Asien)                        | 0   | 0   | 0    | 0    | 0:0           |
| CAF (Afrika)                       | 0   | 0   | 0    | 0    | 0:0           |
| CONCACAF (Nord- und Mittelamerika) | 0   | 0   | 0    | 0    | 0:0           |
| CONMEBOL (Südamerika)              | 0   | 0   | 0    | 0    | 0:0           |
| OFC (Ozeanien)                     | 2   | 0   | 0    | 2    | 00:33         |
| UEFA (Europa)                      | 0   | 0   | 0    | 0    | 0:0           |
| Gesamt                             | 2   | 0   | 0    | 2    | 00:33         |

### Anlässe
| Anlass                  | Sp. | Sg. | Uts. | Ndl. | Torverhältnis |
| ----------------------- | --- | --- | ---- | ---- | ------------- |
| Südpazifikspiele-Spiele | 2   | 0   | 0    | 2    | 00:33         |
| Freundschaftsspiele     | 0   | 0   | 0    | 0    | 0:0           |
| Gesamt                  | 2   | 0   | 0    | 2    | 00:33         |

### Spielarten
| Spielart                       | Sp. | Sg. | Uts. | Ndl. | Torverhältnis |
| ------------------------------ | --- | --- | ---- | ---- | ------------- |
| Heimspiele (H)                 | 0   | 0   | 0    | 0    | 0:0           |
| Spiele auf neutralem Platz (*) | 2   | 0   | 0    | 2    | 00:33         |
| Auswärtsspiele (A)             | 0   | 0   | 0    | 0    | 0:0           |
| Gesamt                         | 2   | 0   | 0    | 2    | 00:33         |

### Austragungsorte
| Austragungsort | Land                     | Sp. | Sg. | Uts. | Ndl. | Torverhältnis |
| -------------- | ------------------------ | --- | --- | ---- | ---- | ------------- |
| Apia           | Westsamoa (heute: Samoa) | 2   | 0   | 0    | 2    | 00:33         |
| Gesamt         | Gesamt                   | 2   | 0   | 0    | 2    | 00:33         |

### Spielergebnisse
|      | Gegentore | Gegentore | Gegentore | Gegentore | Gegentore | Gegentore | Gegentore | Gegentore | Gegentore | Gegentore | Gegentore | Gegentore | Gegentore | Gegentore | Gegentore | Gegentore | Gegentore | Gegentore | Gegentore | Gegentore |
| Tore | 0         | 1         | 2         | 3         | 4         | 5         | 6         | 7         | 8         | 9         | 10        | 11        | 12        | 13        | 14        | 15        | 16        | 17        | 18        | 19        |
| ---- | --------- | --------- | --------- | --------- | --------- | --------- | --------- | --------- | --------- | --------- | --------- | --------- | --------- | --------- | --------- | --------- | --------- | --------- | --------- | --------- |
| 0    | -         | -         | -         | -         | -         | -         | -         | -         | -         | -         | -         | -         | -         | -         | 1         | -         | -         | -         | -         | 1         |